# Гілдголл (Вермонт)
Гілдголл (англ. Guildhall) — місто (англ. town) в США, в окрузі Ессекс штату Вермонт. Населення — 262 особи (2020).

## Демографія
Згідно з переписом 2010 року, у місті мешкала 261 особа в 119 домогосподарствах у складі 79 родин. Було 172 помешкання
Расовий склад населення:
| - 99,2 % — білих - 0,4 % — азіатів |

До двох чи більше рас належало 0,4 %. Частка іспаномовних становила 1,1 % від усіх жителів.
За віковим діапазоном населення розподілялося таким чином: 17,2 % — особи молодші 18 років, 62,1 % — особи у віці 18—64 років, 20,7 % — особи у віці 65 років та старші. Медіана віку мешканця становила 49,9 року. На 100 осіб жіночої статі у місті припадало 90,5 чоловіків;  на 100 жінок у віці від 18 років та старших — 84,6 чоловіків також старших 18 років.
Середній дохід на одне домашнє господарство  становив 70 670 доларів США (медіана — 40 625), а середній дохід на одну сім'ю — 89 685 доларів (медіана — 58 438). Медіана доходів становила 53 750 доларів для чоловіків та 30 000 доларів для жінок. За межею бідності перебувало 3,3 % осіб, у тому числі 0,0 % дітей у віці до 18 років та 8,2 % осіб у віці 65 років та старших.
Цивільне працевлаштоване населення становило 96 осіб. Основні галузі зайнятості: освіта, охорона здоров'я та соціальна допомога — 38,5 %, виробництво — 12,5 %, будівництво — 10,4 %.